# Canal de Bristol

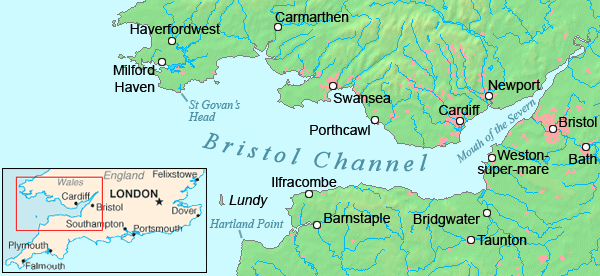
Mapa del Canal de Bristol

El Canal de Bristol (en gal·lès Môr Hafren, que vol dir Mar del Severn) és l'entrada de mar més gran de tota la Gran Bretanya, que separa el sud de Gal·les de Devon i Somerset al sud-oest d'Anglaterra. S'estén des de la part inferior de l'estuari del riu Severn fins a l'oceà Atlàntic. El seu nom prové de la ciutat anglesa de Bristol, i en el seu punt més ample arriba a tenir 30 milles (50 km).
Bona part de la costa nord del Canal de Bristol s'anomena Heritage Coast, incloent Exmoor, la badia de Bideford, la península de Hartland Point, l'illa de Lundy, Morgannwg, la península de Gower, South Pembrokeshire i l'illa de Caldey.

## Extensió
L'Organització Hidrogràfica Internacional defineix els límits del Canal de Bristol com "una línia que uneix Hartland Point, a Devon (51° 01′ N, 4° 32′ O / 51.017°N,4.533°O) amb el cap de St. Govan, a Pembrokeshire (51° 36′ N, 4° 55′ O / 51.600°N,4.917°O)".
El límit superior del canal es troba a entre Sand Point and Middle Hope (Somerset) i Larnog (Gal·les). A l'est d'aquesta línia hi ha l'estuari del Severn. L'oest i el nord de Pembrokeshire, i també el nord de Cornualla (Gran Bretanya), es troben fora dels límits del Canal de Bristol, i es consideren part de la costa de l'oceà Atlàntic, més concretament a la mar Cèltica.

## Ecologia

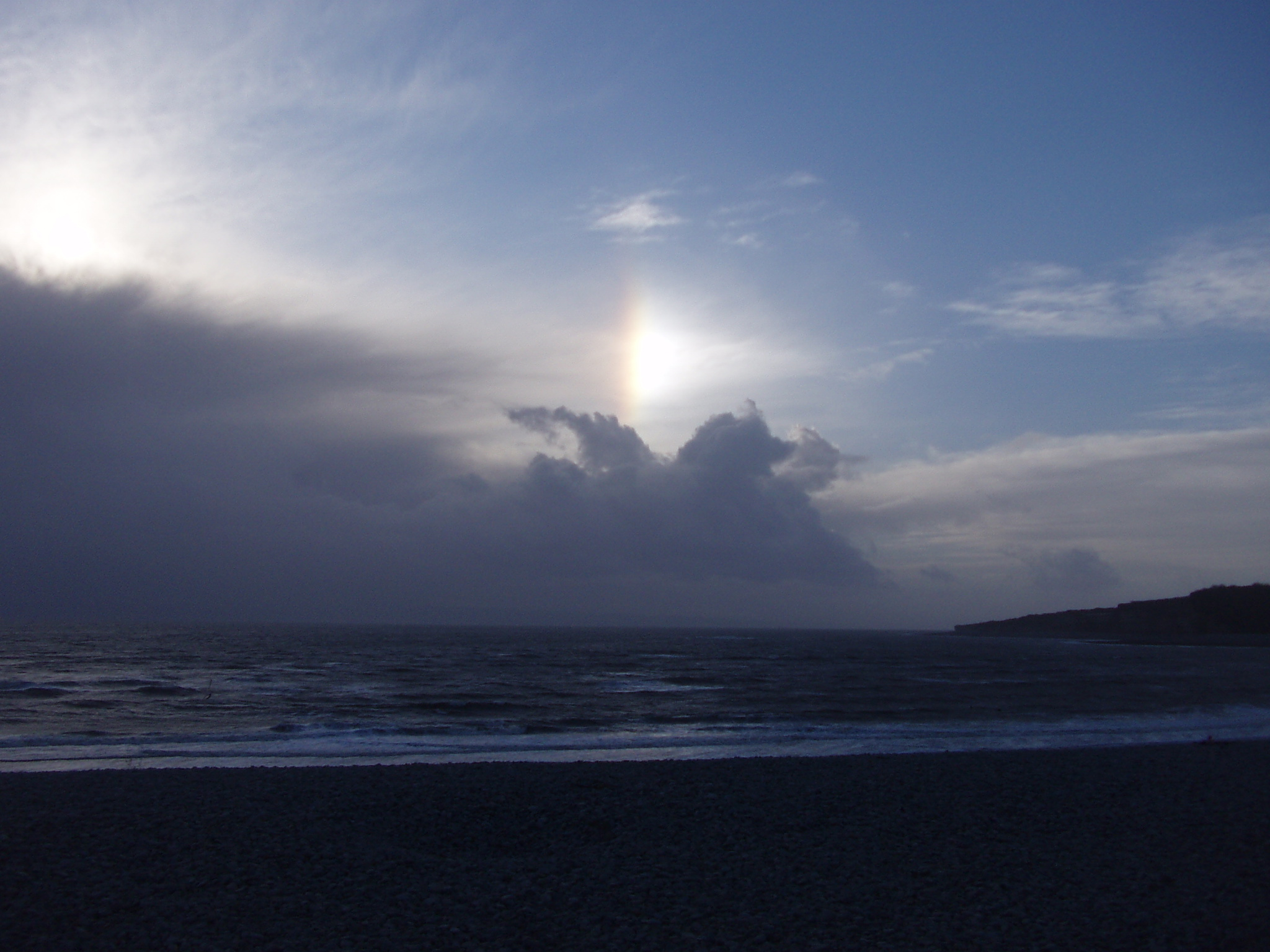
El Canal vist des d'Y Barri, a Gal·les

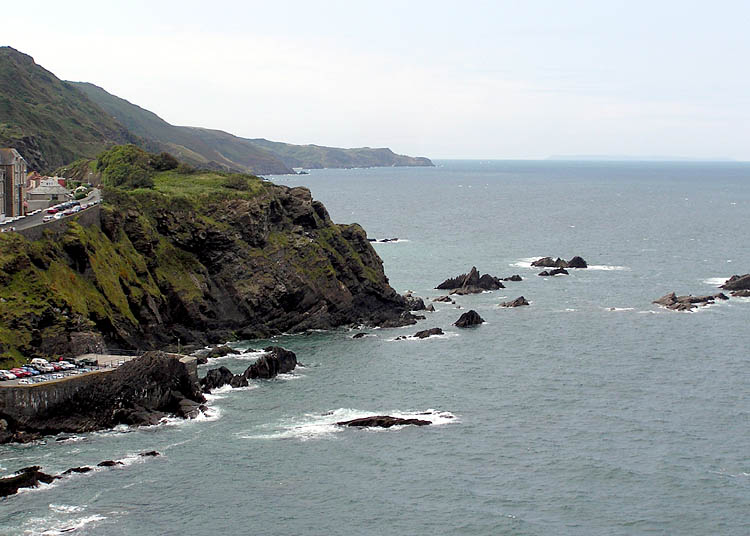
La costa del Canal de Bristol a Ilfracombe, mirant la part occidental de la Badia de Lee.

El Canal de Bristol és una àrea molt important de vida salvatge, especialment pels limícoles, i té diverses àrees protegides, incloses Reserves Naturals Nacionals com ara la Badia de Bridgwater a la boca del riu Parrett. Durant la marea baixa llargues extensions del canal esdevenen planes a causa de la diferència de nivell que arriba fins als 13 metres, només superat per la Badia de Fundy al Canadà. S'han proposat esquemes de desenvolupament al voltant del canal, com ara un aeroport o una barrera per les marees per generar electricitat, però fins ara els problemes associats amb la conservació natural han frenat la seva implantació.
Les illes més grans del Canal de Bristol són: Lundy, Steep Holm i Flat Holm. Les illes i els promontoris proveeixen un cert fre a les tempestes. Aquestes illes es troben, generalment, deshabitades, i moltes són reserves naturals i espai d'espècies de flors úniques al món. El 1971 la Lundy Field Society va proposar d'establir una reserva marina, i el 21 de novembre del 1986 es va concedir a Lundy aquesta categoria. Hi ha una excel·lent varietat d'hàbitats marins i fauna silvestre, i un nombre molt rar d'espècies a les aigües del voltant de Lundy, com ara algunes espècies de macro algues, porífers, gorgònies i coralls.
El Canal de Bristol té platges molt extenses i populars, un paisatge espectacular, sobretot les costes d'Exmoor i la badia de Bideford, a Devon, i a les de Bro Morgannwg i la península de Gower a Morgannwg. L'estret occidental d'Exmoor té els Penya-segats de Hangman, els més alts de la Gran Bretanya, que culminen al costat de Combe Martin en el "Great Hangman", amb 318 metres d'alçada i un penya-segat de 250 metres, i el seu germà, el "The Little Hangman", un penya-segat de 218 metres. A la península de Gower, a l'extrem occidental, hi ha el Worms Head, un promontori de pedra calcària carbonífera al que només s'hi pot accedir durant la marea baixa. Les platges de Gower (a Rhossili, per exemple) i del nord de Devon, com ara Croyde i Woolacombe, han guanyat premis per la qualitat de l'aigua i dels seus establiments, a més a més de ser famoses per la pràctica del Surf. El 2004, la revista Travel del diari The Times va seleccionar la platja de Barafundle Bay, a Pembrokeshire, com una de les dotze millors platges del món. El 2007 la platja d'Oxwich Bay va sortir al mateix llistat de dotze platges, a més de ser nomenada la millor platja de la Gran Bretanya d'aquell any.

## Ciutats i pobles costaners

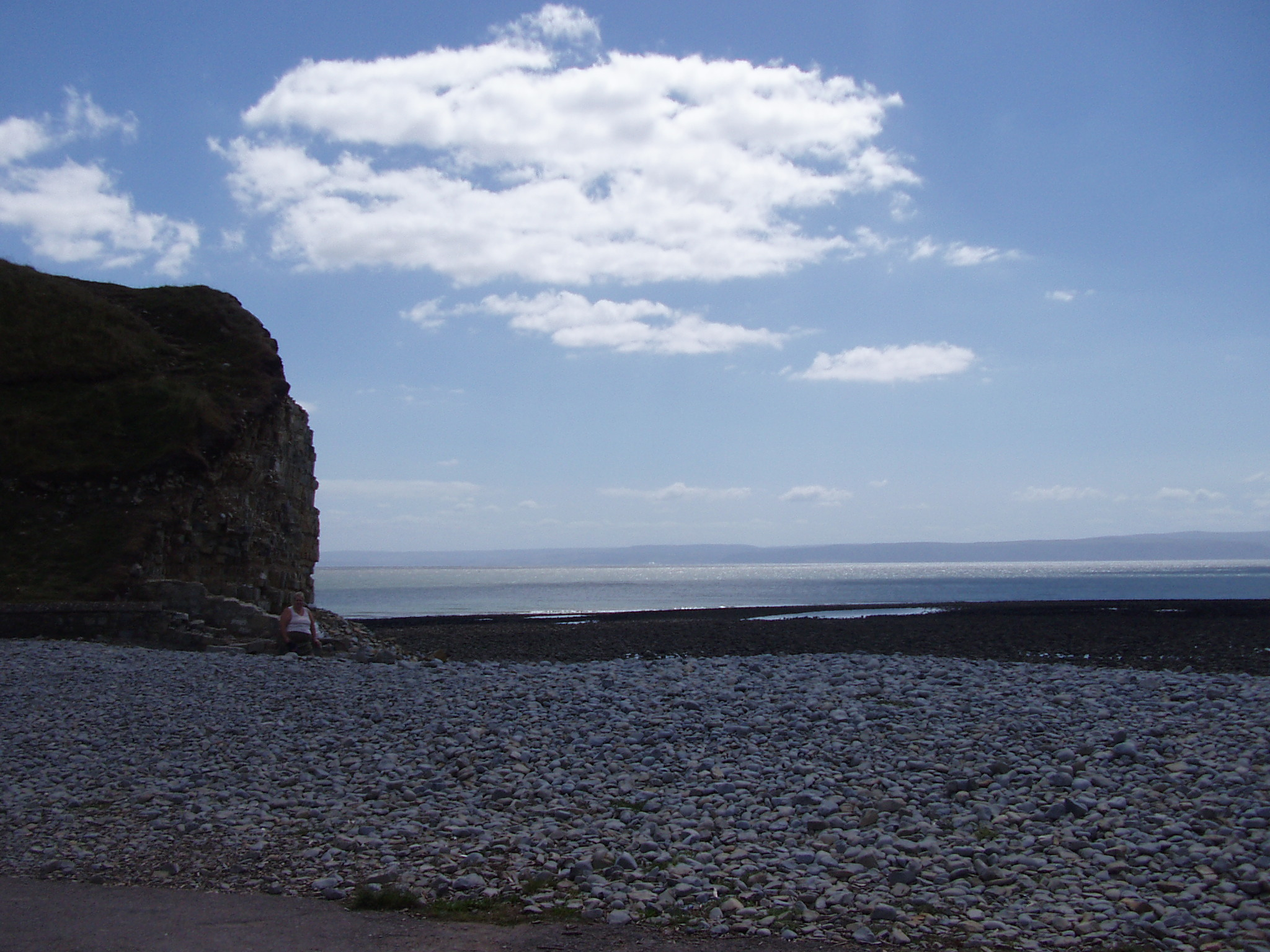
El Canal de Bristol des de Llanilltud Fawr, a prop de Y Barri, a la costa de Morgannwg

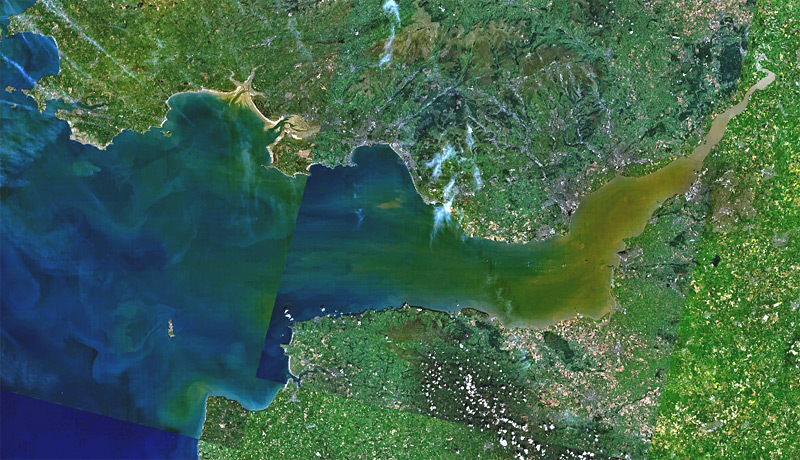
Vista satèl·lit del Canal de Bristol

La ciutat de Swansea és la ciutat més gran de la costa gal·lesa del Canal de Bristol. L'altra gran ciutat d'aquella banda és Y Barri (que inclou l'Illa de Y Barri, Port Talbot i Llanelli). També hi ha ciutats més petites però molt turístiques com Porthcawl, Y Mwmbwls, Saundersfoot i Dinbych-y-pysgod.
Al costat anglès no hi ha grans ciutats, però sí que disposa de pobles i viles d'alt interès turístic, com ara Burnham-on-Sea, Watchet, Minehead o Ilfracombe, que se situen al costat del canal, o Barnstaple i Bideford, que es troben en estuaris oberts a la Badia de Bideford. La ciutat de Bristol, que originalment tenia els molls establerts al riu Avon, però que actualment els té a l'estuari del Severn, és un dels ports més importants del Regne Unit i dona el seu nom al Canal.

## Navegació
No hi ha carreteres o vies de tren que creuïn el Canal de Bristol, de manera que per travessar-lo s'ha de fer necessàriament per mar o aire, tot i que sí que hi ha línia de ferrocarril i carretera que travessen l'estuari del Severn. El canal pot ser una zona d'aigües perilloses a causa de les seves fortes marees, així com per la raresa de les costes al nord de Devon i Somerset en tots els estats de marea. Per aquest motiu, el pilotatge especialitzat és un servei imprescindible pels vaixells. Hi ha un tipus de vaixell dissenyat especialment per aquesta zona, s'anomena Bristol Channel Pilot Cutter.

### Vaixells de vapor
L'empresa P and A Campbell de Bristol va ser la principal operadora d'embarcacions recreatives, sobretot de vaixells de vapor, des de mitjans del segle xix fins a finals de la dècada del 1970, juntament amb la Barry Railway Company. Aquestes empreses servien en ports d'ambdues costes.
Aquesta tradició ha continuat cada estiu amb el PS Waverley, l'últim vapor d'alta mar del món, construït el 1947. El vapor ofereix viatges de plaer entre les costes de Gal·les i Anglaterra i a les illes del canal. També s'ofereixen viatges amb el MV Balmoral, propietat de la mateixa empresa, la Waverley Excursions.

### Serveis de rescat marítim
El Burnham-on-Sea Area Rescue Boat (BARB) utilitza un aerolliscador per rescatar la gent dels aiguamolls que formen una part de la costa del canal. Recentment s'ha provat un aerolliscador per determinar la viabilitat d'utilitzar-ne un de similar a Weston-super-Mare. També hi ha els vaixells de rescat de la Royal National Lifeboat Institution, que es troben estacionats al llarg dels dos costats del canal. A l'estuari del Severn el servei de rescat el proveeixen dues empreses de rescat independents, la Severn Area Rescue Association (SARA) i la Portishead and Bristol Lifeboat Trust.

## Energies renovables
El Canal de Bristol i l'Estuari del Severn tenen potencial per generar més energia elèctrica renovable que tots els altres estuaris del Regne Unit. S'ha comprovat que, en cas de necessitat, el canal podria aportar el 5% de l'electricitat del Regne Unit, cosa que contribuiria significativament a assolir els objectius relatius al canvi climàtic del Regne Unit i d'energies renovables de la Unió Europea. El Severn Tidal Power Feasibility Study es va posar en marxa el 2008 per part del govern del Regne Unit per avaluar totes les tecnologies de control de les marees, incloent preses, llacunes i d'altres. L'estudi analitzarà despeses, beneficis i impacte d'una utilització de l'energia mareomotriu del Severn, i ajudarà al govern a decidir si ha de donar suport a aquest pla. Una de les opcions que s'està estudiant inclou una carretera que creui per sota de les existents actualment a l'estuari.

## Inundacions del 1607
El 30 de gener del 1607 milers de persones van morir ofegades, cases i viles van ser arrasades, els camps inundats i els ramats es van perdre quan una gran inundació va assolar el Canal. La devastació va ser particularment negativa al costat gal·lès, des de Talacharn, a Sir Gaerfyrddin, fins a Cas-gwent, a la frontera amb Anglaterra. Cardiff va ser la ciutat més afectada. Encara hi ha plaques commemoratives de fins a 8 peus (2,5 metres) sobre el nivell del mar que mostren fins on van arribar les aigües al costat de les esglésies que van sobreviure. També es recorda en el pamflet contemporani "God's warning to the people of England by the great overflowing of the waters or floods."
La causa de les inundacions és encara incerta i disputada. Durant molt temps es va creure que era conseqüència d'una combinació de condicions climatològiques extremes i pics de les marees, però una recerca publicada el 2002 mostrava evidències de l'arribada d'un tsunami al canal. A més a més, algunes proves de l'època descriuen esdeveniments semblants a l'arribada d'un tsunami, i similituds amb les inundacions sofertes a East Anglia el 1953, que van ser causades per una onada de tempestes. S'ha demostrat que la marea i el temps del moment podien crear una onada d'aquestes característiques.